# Ephippiocarpa humilis
Ephippiocarpa humilis är en oleanderväxtart som först beskrevs av Emilio Chiovenda, och fick sitt nu gällande namn av Pierre Boiteau. Ephippiocarpa humilis ingår i släktet Ephippiocarpa och familjen oleanderväxter. Inga underarter finns listade i Catalogue of Life.